# Энтл, Бхагаван
Махамая́ви Бхагава́н Энтл (англ. Mahamayavi Bhagavan Antle; род. 15 марта 1960, Салинас, Калифорния) — американский дрессировщик и предприниматель, учредитель и директор Института исчезающих и редких видов (англ. The Institute of Greatly Endangered and Rare Species) и Фонда редких видов (англ. The Rare Species Fund).
Доктор Бхагаван Энтл является воспитателем и дрессировщиком лигра Геркулеса, который в 2006 году был зарегистрирован в Книге рекордов Гиннесса как самый крупный представитель кошачьих из живущих на Земле. В 2023 он был осужден за нелегальную торговлю дикими животными, а также за отмывание денег.

## Жизненный путь
Доктор Бхагаван Энтл родился 15 марта 1960 года в городе Салинас, штат Калифорния. Он вырос на огромном скотоводческом ранчо в Аризоне, где уже в раннем возрасте начала проявляться его большая любовь к диким и экзотическим животным. С детских лет Бхагаван Энтл занимается разведением и уходом за различными удивительными животными, которых он встречал на своем жизненном пути. В юности он много путешествовал и исследовал, вероятно, даже самые удаленные от его родной Аризоны уголки света. Так, оказавшись в Китае, он занялся там изучением китайской медицины. В 1981 г. в Докторантуре восточной медицины Британского медицинского колледжа (Doctorate of Oriental Medicine, British College of Medicine, UK) получил там степень доктора медицины. После завершения учёбы Бхаван Энтл практиковался в области медицины в Китае и других частях Азии, где он лечил сельских жителей, переезжая от одной деревни к другой. В начале 1980-х Бхагаван Энтл вернулся в США и обосновался в г. Букингем штата Вирджиния, где в Йогавиле (Yogaville) около ашрама Свами Сачидананды (Swami Satchidananda) он создал «Центр общих медицинских услуг» (англ. Integral Health Services) — клинику альтернативной терапии, основанной на медитации, диете и гимнастике без использования лекарственных средств.
В 1982 г. клинику посетил директор местного зоопарка, который представил Бхагавана Энтла членам клуба сибирского тигра. Бхагаван Энтл был настолько изумлен присутствием тигра, что попросил разрешения в конце одной из лекций показать, как даже такое могучее животное меняется под действием окружающей среды. Презентация прошла с таким большим успехом, что после неё один из зрителей, оказавшийся главой компании Exxon Oil (англ. Exxon Oil), попросил доктора Бхагавана Энтла выступить вместе с тигром и рассказать, какие опасности грозят при нанесении вреда окружающей среде. И это выступление прошло с ошеломляющим успехом, заложив основы дружбы между Бхагаваном Энтлом и большими кошками из разных частей света, воспитанием и дрессурой которых Бхагаван Энтл занимается 25 лет .
Вскоре был создан Институт исчезающих и редких видов (сокращенно — англ. T.I.G.E.R.S.) —- общественная организация, занимавшаяся поначалу защитой крупных диких животных, таких как тигры и слоны, и охраной их хрупких экосистем. Впоследствии деятельность Института расширилась и направлена на поддержку охраны дикой природы посредством осуществления информационных, образовательных и развлекательных программ. Животные, которые выступает в таких представлениях считаются своеобразными животными-послами, которые на собственном примере помогают лучшему пониманию значения охраны живой природы и глобального биоразнообразия. В настоящее время Доктор Бхагаван Энтл или, как называют его коллеги, Док, является одним из лучших дрессировщиков зверей в мире, который работал с тысячами зверей и, путешествуя по всему миру, пропагандировал охрану дикой природы и защиту редких и исчезающих видов животных.
Животные, которых дрессировал Док Энтл, снялись в 500 фильмах, телевизионных шоу, коммерческой рекламе и рекламных роликах по всему миру. Его животные снялись в таких известных фильмах, как «Эйс Вентура: Розыск домашних животных», «Форрест Гамп», «Доктор Дулиттл», «Могущественный Джо Янг» и многие другие.

## Деятельность Института
Институт редких и исчезающих видов и Фонд редких видов находятся в Миртл-Бич, штата Южная Каролина. При Институте работают четыре общественно-образовательных выставки, две Станции по охране животных в Миртл Бич, а также круглогодичное шоу «Сказка Тигра» и представление «Встречи с дикой природой», которые проводятся в тематическом парке развлечений «Джангл Айленд» в городе Майами, штат Флорида.
Животные, которых дрессируются в Институту редких и исчезающих видов воспитываются человеком с самого раннего возраста. Дрессировщики посвящают им тысячи часов дрессуры и постоянной заботы. У каждого животного есть свой индивидуальный дрессировщик, благодаря чему устанавливается сильная привязанность между человеком и животным. Первое, что видит малютка львенок или тигренок, когда у них открываются глаза — это их друг-дрессировщик. В Институте была разработана методика воспитания и обращения с такими животными. К ним никогда не относятся как к домашним любимцам. Вместе с тем они получают тщательный уход, сопровождающийся любовью и заботой.
В Институте на площадках Зоопарка в Миртл-Бич, штата Южная Каролина проводится предварительная двухгодичная программа для учеников дрессировщика, предусматривающая постоянное присутствие ученика в течение всех 365 дней в году в Зоопарке.

## Фильмы
- Живая Йога (2008)
- Пресловутая Бетти Пейдж (2005) — (ковбой и Док Энтл)
- Книга джунглей 2 (2003) — (дрессировщик)
- Могучий Джо Янг (1998) — (дрессировщик)
- Доктор Дулиттл (1998) — (дрессировщик)
- Дикая Америка (1997) — (дрессировщик)
- Эйс Вентура: Розыск домашних животных (1995) — (главный дрессировщик)
- Мёртвые президенты (1995) — (дрессировщик)
- Книга джунглей (1994) — (дрессировщик)
- Война (1994) — (дрессировщик)
- Клиент (1994) — (дрессировщик)
- Форрест Гамп (1994) — (дрессировщик)
- Дорога на Веллвилл (1994) — (дрессировщик)
- Сержант Кабукимен из нью-йоркской полиции (1991) — (постановщик трюков с животными)
- Date with an Angel (1987) — (дрессировщик)[12]

## Телевизионные шоу
- The Tonight Show with Jay Leno — NBC
- King of the Jungle — Animal Planet
- Humanzee — Discovery Channel
- Wild — National Geographic
- Late Show with David Letterman — CBS
- Big Cats — PBS
- ABC World of Discovery / Tiger Lord of the Wild — ABC
- Good Morning America — ABC

## Статьи
- Mommy Dearest? — People[14]
- «I wanna be like you» — Mail[15]
- Toddler striked up friendship with orangutan — Telegraph[15]
- Baby tigers monkey around — The Sun[15]